# FIA Alternative Energies Cup 2014
La FIA Alternative Energies Cup 2014 è stata la stagione 2014 del Campionato del mondo per auto ad energia alternativa organizzato dalla Federazione Internazionale dell'Automobile. Si è svolta dal 19 marzo al 4 ottobre, composta di sette prove in altrettanti Paesi.
Massimo Liverani su Abarth si è laureato campione del mondo piloti per la quarta volta consecutiva, mentre Isabelle Barciulli su Alfa Romeo è stata la prima donna a vincere il titolo copiloti. La Abarth ha conquistato per il secondo anno il campionato costruttori.

## Calendario e vincitori
| Data           | Gara                             | Vincitore        | 2° Class.        | 3° Class.        |
| -------------- | -------------------------------- | ---------------- | ---------------- | ---------------- |
| 19 marzo 2014  | Rallye Montecarlo                | Sylvain Blondeau | Massimo Liverani | Laurent Caro     |
| 9 maggio 2014  | 9° Ecorally San Marino-Vaticano  | Massimo Zanasi   | Massimo Liverani | Nicola Ventura   |
| 30 maggio 2014 | VI Eco Rallye Vasco Navarro      | Txema Foronda    | Santiago Sánchez | Javier del Cid   |
| 7 giugno 2013  | 3° Ecorally della Mendola        | Roberto Viganò   | Guido Guerrini   | Massimo Liverani |
| 10 luglio 2014 | 3rd Tesla Rally                  | Gregor Zdovc     | Massimo Liverani | Guido Guerrini   |
| 25 luglio 2014 | 2nd Rally Eco Bulgaria           | Kalin Dedikov    | Guido Guerrini   | Massimo Liverani |
| 4 ottobre 2014 | Hi-Tech Ecomobility Rally, Atene | Massimo Liverani | Guido Guerrini   | Denis Negkas     |

## Classifica piloti
| Punti | Pilota (Prime posizioni) |
| ----- | ------------------------ |
| 80    | Massimo Liverani         |
| 62    | Guido Guerrini           |
| 34    | Kalin Dedikov            |
| 20    | Sylvain Blondeau         |

## Classifica co-piloti

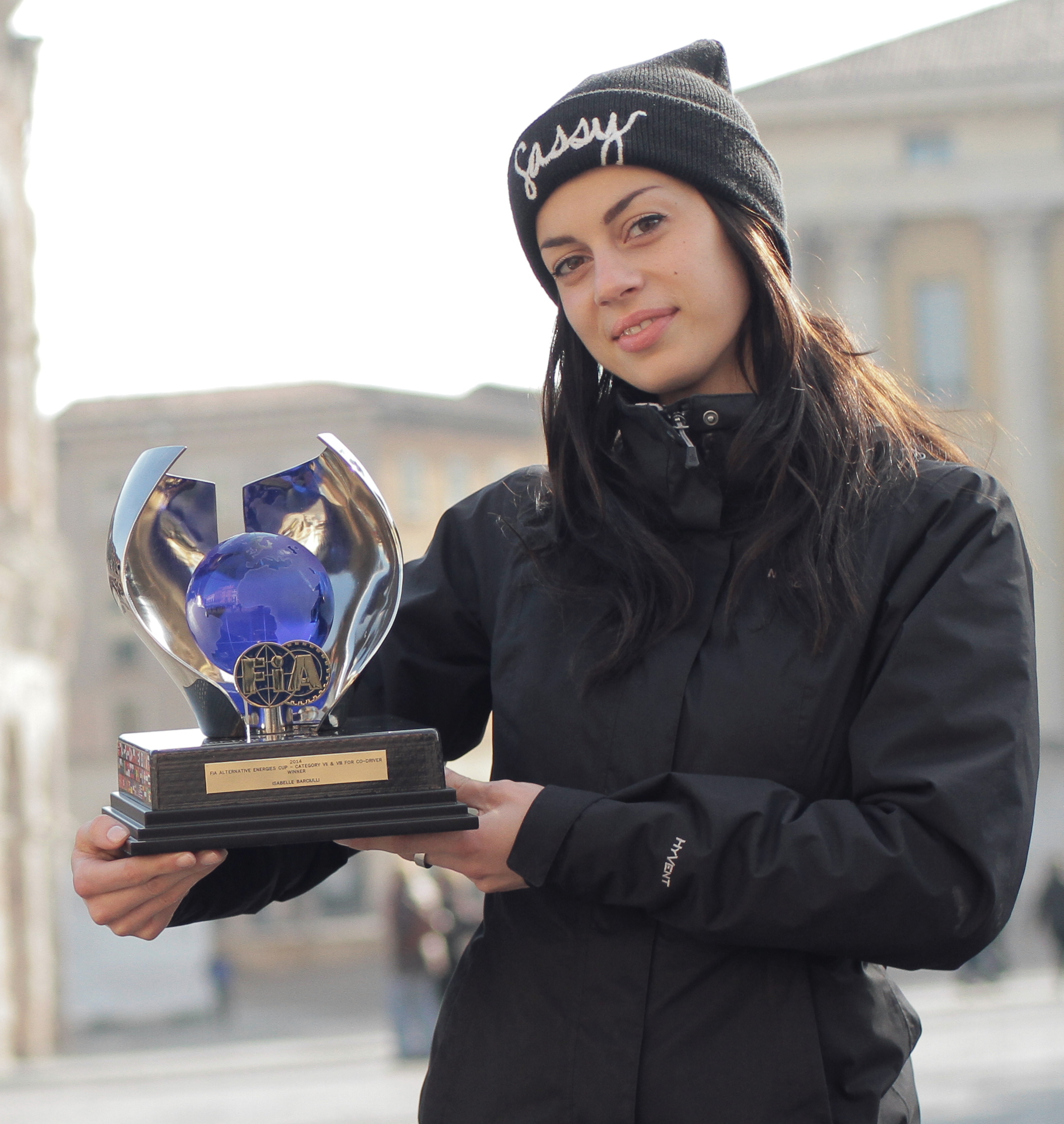
Isabelle Barciulli con il trofeo di campione co-piloti 2014

| Punti | Co-pilota (Prime posizioni) |
| ----- | --------------------------- |
| 62    | Isabelle Barciulli          |
| 58    | Valeria Strada              |
| 34    | Georgi Pavlov               |
| 28    | Fulvio Ciervo               |

## Classifica costruttori
| Punti | Costruttore (Prime posizioni) |
| ----- | ----------------------------- |
| 88    | Abarth                        |
| 64    | Alfa Romeo                    |
| 54    | Toyota                        |
| 37    | Opel                          |